# "Sleuth" – Spårhunden
"Sleuth" – Spårhunden (engelska: Sleuth) är en brittisk-amerikansk thriller-mysteriefilm från 1972 i regi av Joseph L. Mankiewicz. Manuset skrevs av dramatikern Anthony Shaffer, baserat på dennes Tony Award-vinnande pjäs från 1970. Huvudrollerna spelas av Laurence Olivier och Michael Caine. Både Olivier och Caine nominerades till bästa manliga huvudroll vid Oscarsgalan 1973.

## Handling
En deckarförfattare som älskar spel och teater inviterar sin hustrus älskare för att arrangera en lek med potentiell dödlig utgång.

## Rollista i urval
- Laurence Olivier – Andrew Wyke
- Michael Caine – Milo Tindle